# FK Baumit Jablonec
FK Jablonec 97 este o echipă de fotbal din Jablonec, Cehia

## Nume istorice
- 1945 — ČSK Jablonec nad Nisou (Český sportovní klub Jablonec nad Nisou)
- 1948 — SK Jablonec nad Nisou (Sportovní klub Jablonec nad Nisou)
- 1955 — Sokol Preciosa Jablonec nad Nisou
- 1960 — TJ Jiskra Jablonec nad Nisou (Tělovýchovná jednota Jiskra Jablonec nad Nisou)
- 1963 — TJ LIAZ Jablonec nad Nisou (Tělovýchovná jednota Liberecké automobilové závody Jablonec nad Nisou)
- 1993 — TJ Sklobižu Jablonec nad Nisou (Tělovýchovná jednota Sklobižu Jablonec nad Nisou)
- 1994 — FK Jablonec nad Nisou (Fotbalový klub Jablonec nad Nisou, a.s.)
- 1998 — FK Jablonec 97 (Fotbalový klub Jablonec 97, a.s.)
- 2008 — FK Baumit Jablonec (Fotbalový klub BAUMIT Jablonec, a.s.)